# 利沃尼亞 (密蘇里州)
利沃尼亞（英語：Livonia）是位於美國密蘇里州帕特南縣的村。

## 人口
根據2020年美國人口普查的數據，利沃尼亞的面積為0.69平方千米，皆為陸地。當地共有人口52人，而人口密度為每平方千米75人。